# Niște băieți grozavi
Niște băieți grozavi este un film românesc din 1988 regizat de Cornel Diaconu. Rolurile principale au fost interpretate de actorii Lucian Nuță, Petre Nicolae și Valentin Uritescu.

## Distribuție
Distribuția filmului este alcătuită din:
- Lucian Nuță — Tudor Preda, tractorist, fostul șef al secției mecanizare de la SMA Bogdana, transferat la SMA Crîngu
- Petre Nicolae — Mihai, tractorist, șeful secției de mecanizare de la SMA Crîngu
- George Mihăiță — Gheorghe („Gigi”), tractoristul acrobat
- Valentin Uritescu — nea Firică, tractoristul bâlbâit
- Sebastian Papaiani — nea Dode, tractoristul bețiv, un burlac înveterat
- Magda Catone — Mica, tractorista băiețoasă
- Rodica Mandache — Lilica, telefonistă, soția lui Mihai
- Vasile Muraru — Gogă, tractoristul îndrăgostit de Maricica
- Geo Costiniu — „Rexona”, un tractorist cam șmecher
- Maria Eremia — Anca, educatoare la Bogdana, fiica lui nea Mitrică, logodnica lui Tudor
- Mihai Constantin — Bobină, tractoristul care cântă la chitară
- Simona Gălbenușă — Doinița, sora mai mică a lui Mihai
- Mihai Bisericanu — Iliuță, tractoristul care cântă la muzicuță, tânărul îndrăgostit de Doinița
- Virgil Andriescu — nea Mitrică, inginerul șef al SMA Bogdana
- Dodu Bălășoiu — Cristescu, pretendentul Ancăi
- Dorina Lazăr — Teofila, primărița comunei Crângu
- Silviu Stănculescu — Buzescu, inginerul șef al SMA Crîngu
- Adrian și Cristian Nae — băieții gemeni ai lui Mihai
- Miron Murea
- Cristian Ștefănescu
- Margareta Ghicică
- Viorel Comănici
- Iancu Caracota
- Cornelia Columbeanu
- Ilie Vlaicu
- Cosmin Căsăleanu
- Cristian Nițu
- Costin Oprescu
- Nicu Mihali
- Geo Balint

## Primire
Filmul a fost vizionat de 1.357.930 de spectatori în cinematografele din România, după cum atestă o situație a numărului de spectatori înregistrat de filmele românești de la data premierei și până la data de 31 decembrie 2014 alcătuită de Centrul Național al Cinematografiei.